# Christina Nimand Hansen
Christina Nimand Hansen (* 15. Dezember 1982 in Kopenhagen, Dänemark; geborene Christina Nimand Pedersen) ist eine ehemalige dänische Handballspielerin.
Die Torhüterin begann das Handballspielen in ihrer Heimatstadt bei Ajax. Über den Verein FIF gelangte sie zum FCK Håndbold. Mit dem FCK stand Hansen 2007 im dänischen Pokalfinale, das jedoch 21:27 gegen Viborg HK verloren wurde. 2009 errang sie mit dem FCK den Europapokal der Pokalsieger. 2010 gewann sie mit dem FCK den dänischen Pokal. Im Sommer 2010 wechselte sie zum Ligarivalen Viborg HK. Nach zwei Jahren in Viborg kehrte sie zu FIF zurück. Im Sommer 2013 beendete sie ihre Karriere und wechselte in die Geschäftsführung von København Håndbold.
Hansen hat 109 Länderspiele für die dänische Frauen-Handballnationalmannschaft bestritten. Mit Dänemark belegte sie 2008 bei den Europameisterschaften in Mazedonien den elften Platz. Sie gehörte zum Aufgebot ihres nationalen Verbandes bei der Weltmeisterschaft 2009 in der Volksrepublik China. Im Sommer 2012 nahm sie an den Olympischen Spielen in London teil.